# مونيكا روز
مونيكا روز (بالإنجليزية: Monica Rose)‏ هي مقدمة تلفزيونية بريطانية، ولدت في 11 فبراير 1948 في لندن في المملكة المتحدة، وتوفيت في 2 فبراير 1994 في ليستر في المملكة المتحدة.

## وصلات خارجية
- مونيكا روز على موقع IMDb (الإنجليزية)